# Coroide
Coroide, conhecido também como corioide ou coroideia é a estrutura do olho de vertebrados que constitui um dos elementos essenciais da úvea posterior, estando situada entre a camada esclerótica e a retina. É uma membrana fina e com muitos vasos sanguíneos que abastecem a retina com nutrientes e oxigénio. Contêm melanócitos que produzem o pigmento melanina, que confere a esta estrutura uma cor castanho-escuro. A melanina é capaz de absorver a luz que chega à retina, evitando sua reflexão no interior do bulbo do olho e permitindo que a imagem projetada na retina pela córnea seja nítida e clara. A coroide ainda desempenha função imunitária, regulação térmica, trocas líquidas e metabólicas e manutenção da aderência retiniana.